# 檜山君
檜山君（韓語：회산군，1482年1月2日—1539年4月2日），名李恬（이념），朝鮮成宗第五子，母淑儀洪氏。諡號貞簡，因其無子，以同母弟甄城君次子桂山君李壽誡為嗣。

## 家族
- 宁原郡夫人安氏，本貫竹山安氏，贈贊成安邦彥的女兒[1]。
  - 女兒：李氏，適鄭守厚，無後[2]。
  - 嗣子：桂山君李壽誡，有四子二女。
  - 媳婦：鐵城李氏，大司憲李栢的女兒。